# Megyaszó
Megyaszó è un comune dell'Ungheria di 3.118 abitanti (dati 2001) . È situato nella contea di Borsod-Abaúj-Zemplén.